# Îlot du Diable
L'Îlot du Diable est une construction accessoire au fort de la Fraternité sur le système de défense du goulet de Brest.

## Situation
Il est situé dans la presqu'île de Roscanvel, et est accessible par un petit pont.

## Historique
Sur l'emplacement d'une ancienne batterie rasée au XIXe siècle, une casemate-projecteur électrique avec son usine électrogène a été construite en 1890, puis une casemate a été construite par les Allemands en 1942.
Petit poste d'observation au sommet et présence  d'un four à chaux.